# Word on Tha Street
World on Tha Street – pierwszy studyjny album amerykańskiego rapera Bad Azz. Został wydany 29 września 1998 roku i poprzedzony był singlem "We Be Puttin' It Down!" ze Snoop Doggiem.
1. We Be Puttin It Down! (Feat. Snoop Dogg)
2. Ghetto Star
3. Why U Don't Know? (Insert)
4. I Ain't Concerned
5. This Life Of Mine (Feat. Outlawz)
6. Livin It Up
7. Love? (Insert)
8. Tha Shit (Why Fuck Wit Me?)
9. Pawn Shop Robbery (Insert)
10. Addicted To Crime (Feat. The Comrads)
11. Money, Houses and Cars (Feat. Kurupt)
12. Cookin' Cookies
13. Continued Dedication (Feat. The Lowlifes)
14. Darochee's M.C. (Feat. The Lowlifes)
15. A Hold On Hip Hop (Feat. Lady Of Rage, Legacy)
16. School Girl (Insert)
17. Tha Last Time (Feat. Lil Beau)
18. Everythang Happens Fo' A Reason (Feat. Tray Deee)
19. My People
20. The Stand